# Oreodera hassenteufeli
Oreodera hassenteufeli là một loài bọ cánh cứng trong họ Cerambycidae.